# Удаядітья
Удаядітья — індійський правитель Малави з династії Парамара.

## Життєпис
Другий син Сіндхураджи. Посів трон 1060 року після смерті небожа Джаясімхи I, відновивши боротьбу проти Лакшмікарни Калачури, магараджахіраджи Чеді, який загарбав в його попередника чималі землі. Останній вступив в союз з Сомешварою II, правителем держави Західних Чалук'їв. В свою чергу Удаядітья домовився з Вірараджендрою Чола, ворогом Сомешвари II. Це дозволило Удаядітьї відбити усі напади супротивників.
Він уклав шлюбні союзи зі своїми сусідами — Гухілотами з князівства Мевар, Вагела та Чаулук'я (магарджей з Гуджарату), щоб зміцнити своє становище. До кінця панування відновив кордони та посилив державу. Йому спадкував син Лакшмадева.